# Petrorublă
O petrorublă este o tranzacție petrolieră evaluată în ruble rusești, spre diferență de dolarul american (petrodolar) sau euro (petroeuro). În data de 10 mai 2006, președintele rus Vladimir Putin, a anunțat demararea unui proiect pentru înființarea unei Burse petroliere bazată pe rubla rusească, pentru schimburile de petrol și gaze naturale. Scopul tranzacționării în ruble este acela de a transforma moneda rusă într-o monedă de circulație internațională, care să fie mai des folosită în tranzacții. Bursa petrolieră ar urma să se deschidă în 2007 și ar duce la apariția de facto a petrorublei, deoarece țările care cumpără petrol și gaze naturale din Rusia, ar fi nevoite să cumpere ruble pentru efectuarea tranzacțiilor și pentru a le folosi ca rezervă valutară. 